# Графенберг (Округ Ројтлинген)
Графенберг (њем. Grafenberg) општина је у њемачкој савезној држави Баден-Виртемберг. Једно је од 26 општинских средишта округа Ројтлинген. Према процјени из 2010. у општини је живјело 2.631 становника. Посједује регионалну шифру (AGS) 8415029.

## Географски и демографски подаци
Графенберг се налази у савезној држави Баден-Виртемберг у округу Ројтлинген. Општина се налази на надморској висини од 422 метра. Површина општине износи 3,5 km². У самом мјесту је, према процјени из 2010. године, живјело 2.631 становника. Просјечна густина становништва износи 750 становника/km².

## Међународна сарадња
| Мјесто         | Држава    | Врста сарадње | Од    |
| -------------- | --------- | ------------- | ----- |
| Писез ан Франс | Француска | партнерство   | 1982. |
| Извор          |           |               |       |